# تی‌ای‌سی‌وی
تی‌ای‌سی‌وی (به انگلیسی: TACV) یک شرکت هواپیمایی با کد یاتا VR است که در تاریخ ۱۹۵۸ میلادی تأسیس شده‌است. دفتر مرکزی تی‌ای‌سی‌وی در پرایا، کیپ ورد واقع شده‌است و به ۲۵ مقصد، پرواز مستقیم انجام می‌دهد.